# Эллиот, Андрей Иванович
Андрей Иванович Эллиот (?—1822) — родом шотландец, контр-адмирал русской службы, участник Наполеоновских войн. 
В 1783 г. Эллиот был принят на русскую службу лейтенантом из британского флота и причислен к Архангельскому порту. С 1784 г. по 1790 г. он находился во внутреннем плавании и командовал транспортными судами «Хват» и «Елизавета», на которых совершил переход из Кронштадта в Копенгаген. В 1788 году произведён в капитан-лейтенанты.
В 1790 г., находясь на корабле «Св. Николай», участвовал в Красногорском и Выборгском сражениях со шведами, за отличия в которых получил Высочайшую благодарность.
В следующем году он был командирован в Таганрог, где командовал бомбардирским кораблём в Азовском море; в 1792 г. возвратился в Финский залив и командовал целым рядом судов: «Северный орёл», «Страшный», «Брячислав» и «Мстиславец». В 1797 г., в чине капитана 2-го ранга, он командирован был в Архангельск и уже оттуда, в 1798 г., командуя фрегатом «Счастливый», совершил переход к берегам Англии. Далее в эскадре вице-адмирала Макарова крейсировал в Немецком море, у острова Такселя.
В 1799 г., будучи произведён в капитаны 1-го ранга, он состоял командиром нескольких кораблей («Борис», «Св. Петр», «Святослав»), плавал в Финском заливе и в Балтийском море.
В кампанию 1805 года, в чине капитан-командора (с 1804 года), командуя кораблем «Св. Ианнуарий», Эллиот плавал с десантными войсками к острову Рюгену. В 1809 г. он был произведён в контр-адмиралы и вышел в отставку. Но в 1812 году вновь поступил на службу и был командирован в Портсмут, где в 1813 г. состоял презусом для принятия от английского правительства переданных ему в 1808 г. в Портсмуте вице-адмиралом Сенявиным кораблей: «Скорый», «Ретвизан», «Уриил», «Селафаил», «Св. Елена», «Мощный» и «Сильный».
В кампании 1814 года он командовал десантом в 3000 человек, высаженным на голландский берег, на остров Бевеллент. 26 ноября 1816 года был награждён орденом св. Георгия 4-й степени (№ 3276 по кавалерскому списку Григоровича — Степанова).
В 1819 г. награждён был орденом св. Владимира 4-й степени за выслугу 35-ти лет в офицерских чинах, а в декабре того же года — орденом св. Анны 1-й степени.
Умер 14 апреля 1822 года.

## Семья
Сын: Иван Андреевич Эллиот (1802—1888) - генерал-майор (1863), георгиевский кавалер (1849).